# Xylocopa dimidiata
Xylocopa dimidiata là một loài Hymenoptera trong họ Apidae. Loài này được Latreille mô tả khoa học năm 1809.